# 1385
سنة 1385 كانت سنة بسيطة تبدأ يوم الأحد (الرابط يظهر نموذج التقويم الكامل للسنة) من التقويم اليولياني.

## أحداث
- نهاية أزمة 1383-1385 في 1 أكتوبر 1385 والتي بدأت في 1 أبريل 1383.
- 17 يوليو: شارل السادس ملك فرنسا يتزوج إيزابو البافارية. تم الاحتفال بالزفاف مع أول ملعب في فرنسا.
- 6 أغسطس: إدموند لانغلي يصبح كأول دوق يورك رسميا.
- 14 أغسطس: جون سيد فرسان أفيز يهزم خوان الأول ملك قشتالة في معركة ألجوباروتا الحاسمة ضمن أزمة 1383-1385 في البرتغال. وتم تتويج جون سيد فرسان أفيز وأصبح جون الأول ملك البرتغال منهياً حكم الملكة بياتريس وبهذا ضمن استقلال البرتغال من مملكة قشتالة.
- 31 أغسطس: ريتشارد الثاني ملك إنجلترا يبدأ غزو اسكتلندا.[2] حرق الإنجليز هوليرود وإدنبرة، لكن يعودوا دون معركة حاسمة.[3]
- 18 سبتمبر: هزيمة القوات الصربية بقيادة بالشا بالشيتش وإيفانيش مرنيافشفيتش في معركة سافرا على يد القائد العثماني خيرالدين باشا بالقرب من بيرات.
- 15 أكتوبر : جيوش البرتغال تهزم قشتالة في معركة فالفيردي.
- ديسمبر: مجموعة من النبلاء المجريين تساعد كارلو الثالث ملك نابولي على الإطاحة بالملكة ماري، كحاكم للمجر وكرواتيا.
- توختاميش خان القبيلة الذهبية يغزو أجزاء من الدولة الجلايرية في غرب بلاد فارس، مما تسبب في حدوث شقاق بينه وبين تيمورلنك حاكم الدولة التيمورية، الذي أراد أيضا غزو بلاد فارس.
- يلين ويتراجع هونغوو إمبراطور سلالة مينغ الصينية بعد ثماني عشر من الخضوع للجزية على مدار السنوات الثماني الماضية، ويوافق على استثمار وو ملك غوريو.
- إنشاءات:
  - إنشاء قلعة إستنزي في وسط فيرارا (شمال إيطاليا حاليا).
  - إنشاء قلعة بوديام (شرق ساسكس، إنجلترا)

## مواليد
- كريستوفورو بونديلمونتي
- يان فان إيك الرسام الفلمنكي (التاريخ التقريبي، وتوفى 1441)

## وفيات
- 28 يونيو: أندرونيكوس الرابع باليولوج (شارك في حكم الإمبراطورية البيزنطية).
- 14 أغسطس: بيدرو ألفاريز بيريرا (أحد نبلاء البرتغال في القرن الرابع عشر)
- 18 سبتمبر: بالشا بالشيتش (حاكم دولة زيتا)
- الشهيد الأول (أحد أبرز فقهاء الشيعة الإمامية)
- غاليوتو الأول مالاتيستا (كوندوتييرو إيطالي)
- وانسونغ داي غن (أمير مملكة جوسون)